# Фабріс Ондоа
Джозеф Фабріс Ондоа Ебого (фр. Joseph Fabrice Ondoa Ebogo; нар. 24 грудня 1995, Яунде, Камерун) — камерунський футболіст, воротар латвійського клубу РФШ. У складі збірної — володар Кубка африканських націй.

## Клубна кар'єра
У дорослому футболі дебютував 2012 року виступами за команду клубу «Барселона Б», в якій провів чотири сезони, взявши участь у 1 матчі чемпіонату. 
Своєю грою за цю команду привернув увагу представників тренерського штабу клубу «Побла Мафумет» з четвертого іспанського дивізіону, до складу якого приєднався 2016 року.
2016 року уклав контракт з клубом «Хімнастік», у складі якого провів наступні жодного років своєї кар'єри гравця. 
До складу клубу «Севілья Атлетіко» приєднався 2016 року.

## Виступи за збірну
2014 року дебютував в офіційних матчах у складі національної збірної Камеруну.
У складі збірної був учасником Кубка африканських націй 2015 року в Екваторіальній Гвінеї, Кубка африканських націй 2017 року у Габоні.

## Досягнення
- Володар Кубка Латвії: 2022, 2024
- Чемпіон Латвії: 2024
- Володар Суперкубка Латвії: 2025

Збірні
- Переможець Юнацької ліги УЄФА: 2013-14
- Володар Кубка африканських націй: 2017